# Euphilomedes morini
Euphilomedes morini är en kräftdjursart som beskrevs av Louis S. Kornicker och Harrison-Nelson 1997. Euphilomedes morini ingår i släktet Euphilomedes och familjen Philomedidae. Inga underarter finns listade i Catalogue of Life.